# Barking FC
Barking FC (celým názvem: Barking Football Club) je anglický fotbalový klub, který sídlí v severovýchodním Londýně. Založen byl v roce 1880 pod názvem Barking Rovers FC. Od sezóny 2018/19 hraje v Isthmian League North Division (8. nejvyšší soutěž). Klubové barvy jsou modrá a bílá.
Své domácí zápasy odehrává na stadionu Mayesbrook Park s kapacitou 2 500 diváků.

## Historické názvy
Zdroj: 
- 1880 – Barking Rovers FC (Barking Rovers Football Club)
- 1896 – Barking Institute FC (Barking Institute Football Club)
- 1902 – Barking FC (Barking Football Club)
- 1919 – Barking Town FC (Barking Town Football Club)
- 1932 – Barking FC (Barking Football Club)
- 2001 – fúze s East Ham United FC ⇒ Barking & East Ham United FC (Barking & East Ham United Football Club)
- 2006 – zánik
- 2006 – obnovena činnost pod názvem Barking FC (Barking Football Club)

## Získané trofeje
- Essex Senior Cup ( 7× )
  - 1893/94, 1895/96, 1919/20, 1945/46, 1962/63, 1969/70, 1989/90
- London Senior Cup ( 4× )
  - 1911/12, 1920/21, 1926/27, 1978/79

## Úspěchy v domácích pohárech
Zdroj: 
- FA Cup
  - 2. kolo: 1978/79, 1979/80, 1981/82, 1983/84
- FA Amateur Cup
  - Finále: 1926/27
- FA Trophy
  - 2. kolo: 1979/80
- FA Vase
  - 5. kolo: 1996/97

## Umístění v jednotlivých sezonách
Stručný přehled
Zdroj: 
- 1912–1913: Athenian League
- 1923–1952: Athenian League
- 1952–1973: Isthmian League
- 1973–1977: Isthmian League (First Division)
- 1977–1991: Isthmian League (Premier Division)
- 1991–1996: Isthmian League (First Division)
- 1996–2001: Isthmian League (Second Division)
- 2001–2002: Isthmian League (First Division)
- 2002–2004: Isthmian League (Division One North)
- 2004–2006: Southern Football League (Eastern Division)

- 2006–2017: Essex Senior League
- 2017–2018: Isthmian League (Division One North)
- 2018– : Isthmian League (North Division)

Jednotlivé ročníky
Zdroj: 
Legenda: Z – zápasy, V – výhry, R – remízy, P – porážky, VG – vstřelené góly, OG – obdržené góly, +/- – rozdíl skóre, B – body, červené podbarvení – sestup, zelené podbarvení – postup, fialové podbarvení – reorganizace, změna skupiny či soutěže
| Sezóny  | Liga                                 | Úroveň | Z  | V  | R  | P  | VG  | OG | +/- | B   | Pozice |
| ------- | ------------------------------------ | ------ | -- | -- | -- | -- | --- | -- | --- | --- | ------ |
| 2009/10 | Essex Senior League                  | 9      | 34 | 16 | 6  | 12 | 49  | 33 | +16 | 54  | 8.     |
| 2010/11 | Essex Senior League                  | 9      | 32 | 15 | 4  | 13 | 52  | 44 | +8  | 49  | 6.     |
| 2011/12 | Essex Senior League                  | 9      | 34 | 19 | 3  | 12 | 81  | 53 | +28 | 60  | 5.     |
| 2012/13 | Essex Senior League                  | 9      | 36 | 17 | 9  | 10 | 68  | 49 | +19 | 60  | 6.     |
| 2013/14 | Essex Senior League                  | 9      | 38 | 13 | 7  | 18 | 61  | 60 | +1  | 46  | 12.    |
| 2014/15 | Essex Senior League                  | 9      | 38 | 28 | 5  | 5  | 80  | 31 | +49 | 89  | 3.     |
| 2015/16 | Essex Senior League                  | 9      | 40 | 23 | 10 | 7  | 101 | 50 | +51 | 79  | 4.     |
| 2016/17 | Essex Senior League                  | 9      | 42 | 32 | 4  | 6  | 125 | 46 | +79 | 100 | 1.     |
| 2017/18 | Isthmian League (Division One North) | 8      | 46 | 18 | 10 | 18 | 63  | 63 | 0   | 64  | 10.    |
| 2018/19 | Isthmian League (North Division)     | 8      | 38 |    |    |    |     |    |     |     |        |